# Skalnica dwuletnia
Skalnica dwuletnia (Saxifraga adscendens L.) – gatunek rośliny należący do rodziny skalnicowatych. Występuje na półkuli północnej: w Europie, Azji i Ameryce Północnej, w Polsce na Babiej Górze, w Pieninach, na Podhalu i w Tatrach. Gatunek dość rzadki.

## Morfologia
PokrójNiska roślina nie tworząca w odróżnieniu od większości skalnic darni.
ŁodygaWzniesiona, pojedyncza lub rozgałęziona, gruczołowato owłosiona, nieco lepka, często czerwono nabiegła. Wysokość do 25 cm.
LiścieLiście odziomkowe odwrotnie jajowate, łopatkowate lub klinowate, z 3-5 wrębami lub ząbkami, łodygowe podobne, lecz mniejsze, najwyższe zwykle lancetowate i całobrzegie. Różyczka liściowa występuje jeszcze podczas owocowania.
KwiatyNa łodydze od 1 do wielu kwiatów. Są białe, 5-krotne, o odwrotnie jajowatych płatkach korony 2-3 razy dłuższych od gruczołowato orzęsionych działek kielicha. Wyrastają na grubych, krótszych od kwiatu, lub równie długich szypułkach.
OwocGruszkowata, zwężająca się do nasady torebka. Nasiona drobne, jajowate, drobniutko brodawkowate.
Gatunki podobneNa niżu występuje bardzo podobna skalnica trójpalczasta. Jest jednoroczna, z szybko usychającą różyczką liściową.

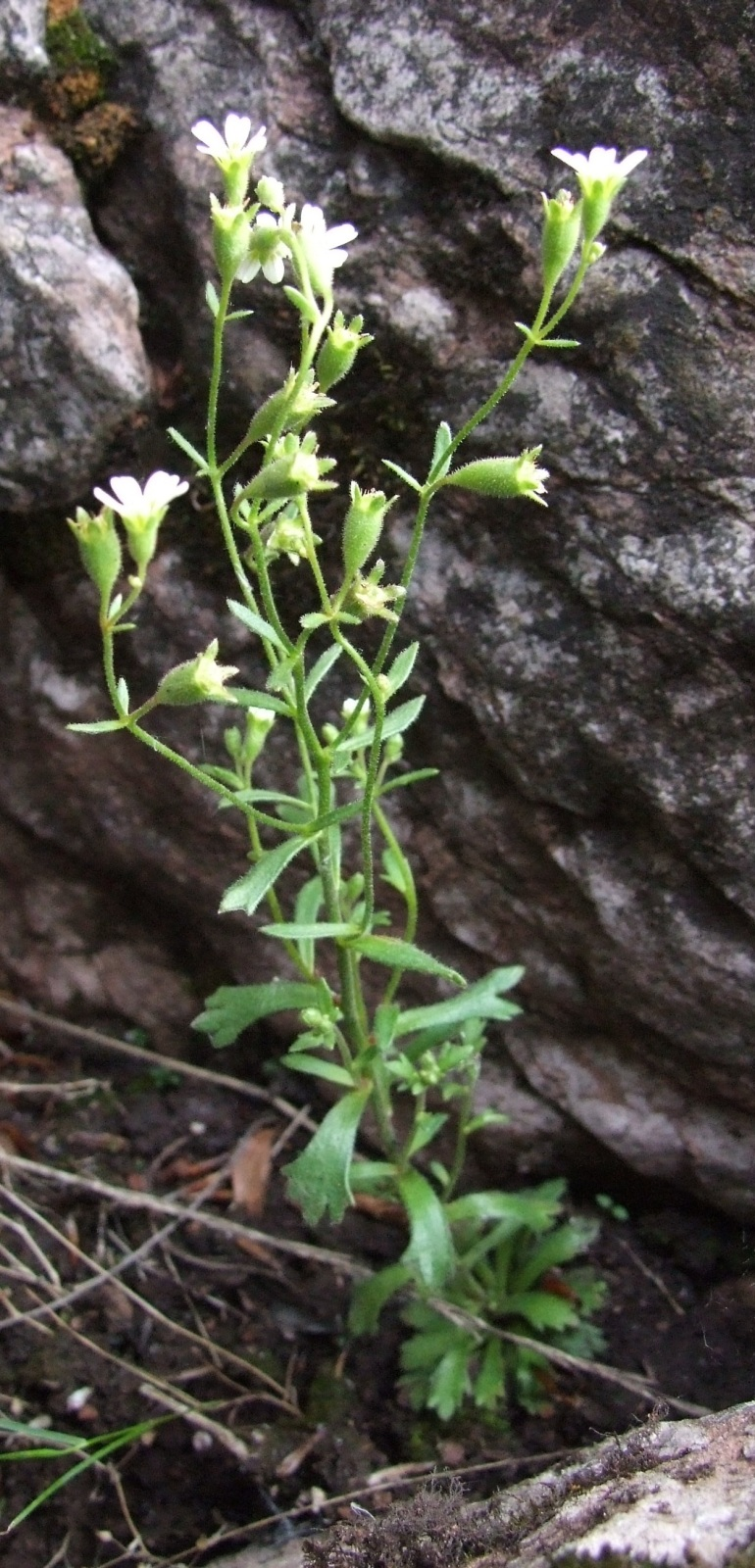
Pokrój
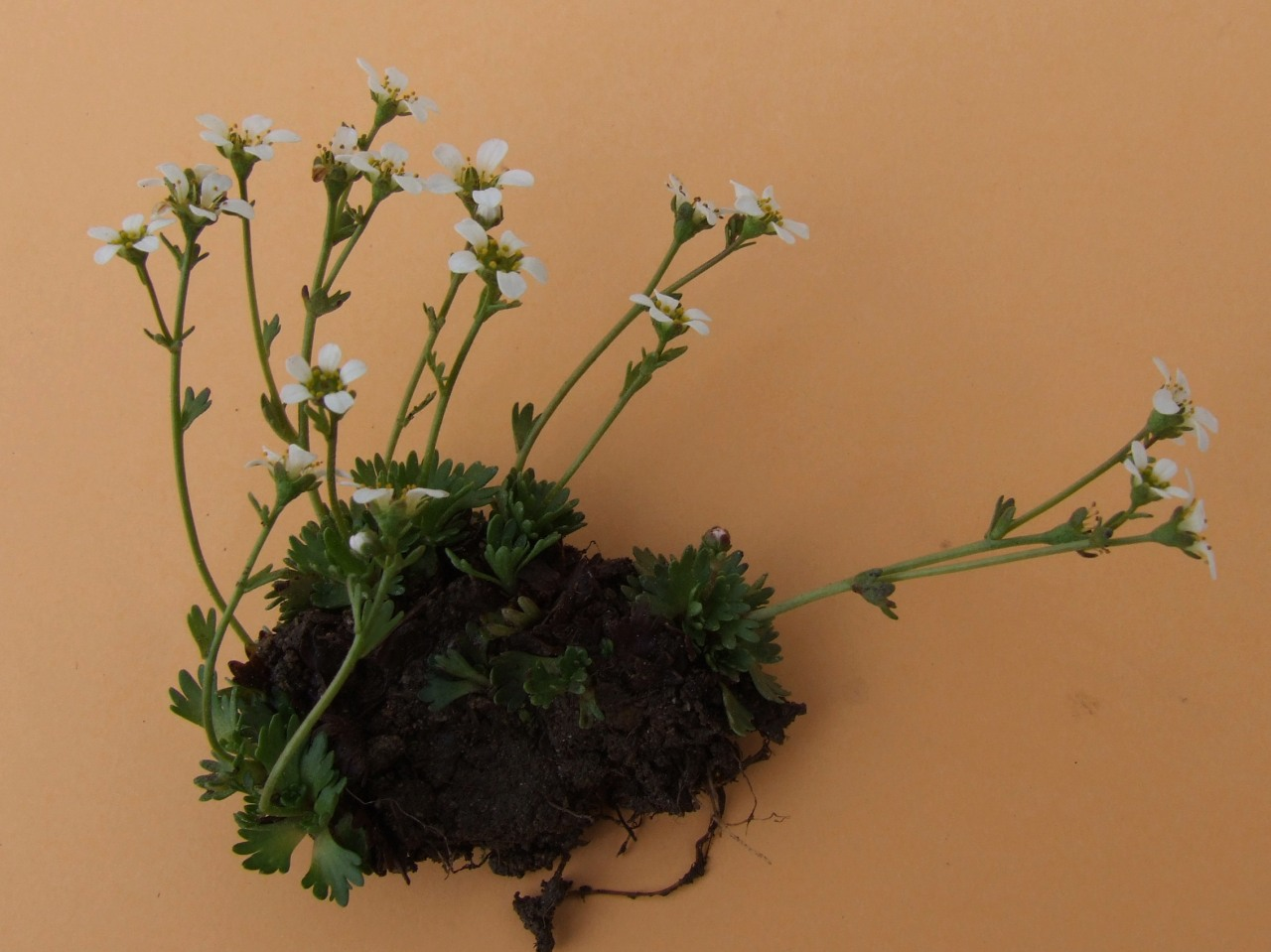
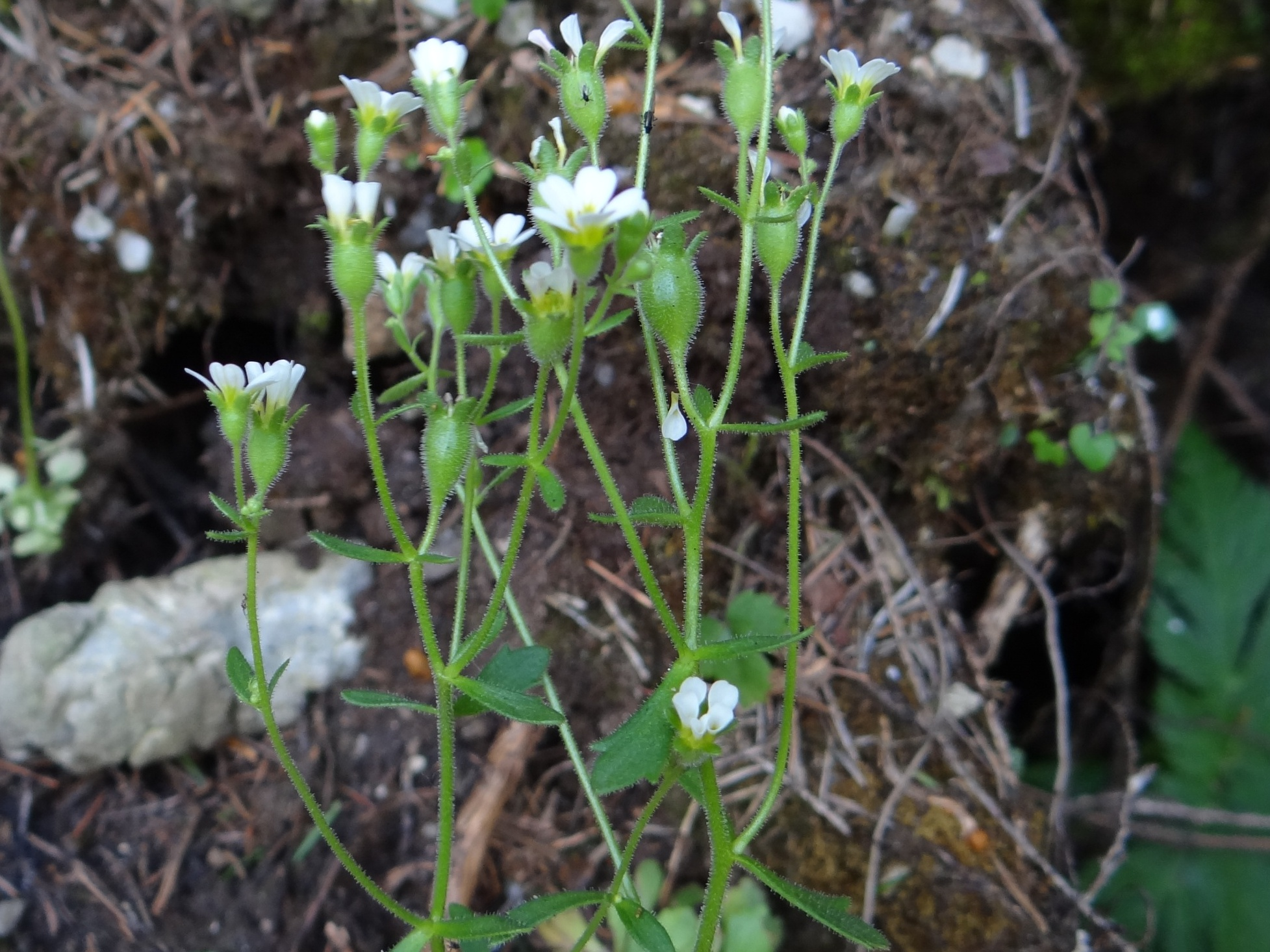

## Biologia i ekologia
Bylina. Kwitnie od czerwca do sierpnia. Różyczka liściowa zimuje. Siedlisko: Wilgotne skały, murawy, piargi, obrzeża lasów i zarośli, kamieniste miejsca śródleśne. Występuje zarówno na wapieniu, jak i podłożu bezwapiennym, nieco częściej na wapieniu. Gatunek arktyczno-alpejski. W Tatrach występuje od regla dolnego aż po piętro alpejskie, głównie jednak od regla górnego po piętro alpejskie.